# Stora Mosskullen

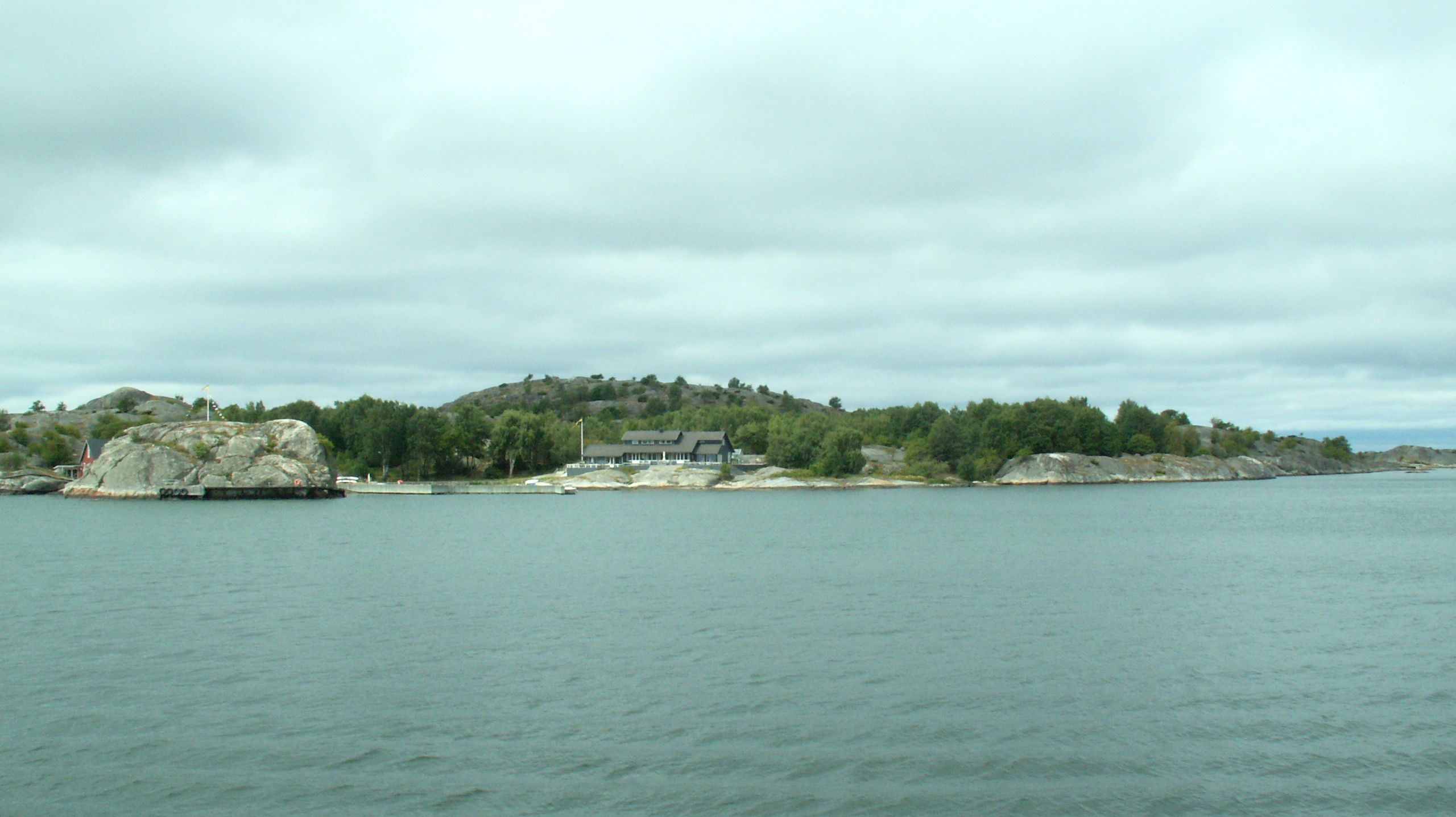
Stora Mosskullen, 2014.

Stora Mosskullen är en ö i Styrsö socken i Göteborgs kommun, strax söder om Köpstadsö. Ön har en yta på 24 hektar.
Stora Mosskullen var i äldre tid utmark till Köpstadsö. I början av 1900-talet startades här "Gustav Ekelunds båtvarv", som drevs av Gustav Ekelund (1879–1965). Varvet hade omkring tio anställda, som i de flesta fall bodde på Köpstadsö. Det byggde Petterssonbåtar men även GKSS-ekor, stjärnbåtar och folkbåtar. Efter att ett arbetsskjul brunnit på 1960-talet, ersattes det av ett sommarhus och på 1970-talet vinterbonades huset och ön har sedan dess haft helårsboende befolkning. Huset har byggts på men inga fler bostadshus har tillkommit. Varvsverksamheten pågick i mindre skala fram till år 2000, men har numera upphört.